# Ichtiostega
Ichtiostega (Ichthyostega; rybopłaz) – jeden z pierwszych przedstawicieli czworonogów, forma przejściowa między rybami a płazami. Zaliczany do wymarłego rzędu Ichthyostegalia. Szczątki tego wymarłego pierwotnego płaza znalazła w roku 1932 – w dewońskich skałach osadowych liczących ok. 365 mln lat, we wschodniej Grenlandii – ekipa pod kierownictwem szwedzkiego paleontologa, Gunnara Säve-Söderbergha. Następne znaleziska w tym rejonie poczyniono w latach następnych, aż do 1955. Wraz z inną podobną, choć jeszcze prymitywniejszą formą (Acanthostega), u której zachowały się skrzela, ichtiostega jest prawdopodobnie jednym z pierwszych lądowych kręgowców.
Badania paleontologiczne zespołu Grzegorza Niedźwiedzkiego w Górach Świętokrzyskich dowiodły, że był boczną gałęzią ewolucyjną, gdyż odkryto tropy bardziej zaawansowanego ewolucyjnie zwierzęcia, żyjącego 18-20 mln lat wcześniej. Pracę na temat tego odkrycia opublikowało w styczniu 2010 roku czasopismo Nature.
Dane: 
 Czas: dewon 370 mln lat temu 
 Występowanie: Grenlandia 
 Długość: 1,2 m

## Opis rodzaju
Było to zwierzę długości ok. 1,2 m, o wydłużonym ciele zakończonym długim ogonem; ciało pokryte było drobnymi łuskami; wzdłuż ogona biegła płetwa podobna do grzbietowej płetwy ryby. Pysk krótki, szeroki, czaszka płaska, zbudowana ze zrośniętych silnie kości. Dorosła ichtiostega nie miała skrzeli, oddychała płucami. Szeroko rozstawione kończyny zakończone były palcami w liczbie większej niż 5, ale o budowie przypominającej palce współczesnych czworonogów. Naukowcy określają je mianem rybopłaza.

Kręgowce charakterystyczne dla późnego dewonu: ryby mięśniopłetwe i czworonogi ziemnowodne.
Z mięśniopłetwych ryb takich jak eustenopteron wyewoluowały ich następcy panderichtys, które mogły oddychać powietrzem atmosferycznym na mulistych płyciznach, następnie pojawił się tiktaalik, który przy pomocy kończyno-podobnych płetw mógł wychodzić na ląd, poprzedzając pierwsze czworonogi takie jak akantostegi, których stopy posiadały osiem palców i ichtiostegi z rozwiniętymi kończynami, buszujące w chwastach porastających nabrzeżne mokradła. Wśród mięśniopłetwych ryb jest też linia, która wyewoluowała w latimerie, które przetrwały do dziś.